# Leontopithecus chrysomelas
El  tamarino león de cabeza dorada (Leontopithecus chrysomelas) es una especie de primate platirrino de la familia Callitrichidae endémica de Brasil. Se encuentra sólo en las tierras bajas y el pie de monte de los fragmentos de bosque tropical del estado de Bahía, y se considera como una especie en peligro.

## Descripción
La longitud de su cuerpo (incluida la cabeza) es de alrededor de 30 cm. Su cola mide un poco más, entre 30 y 40 cm. Pesa entre 480 y 700 g. Su pelaje es largo en todo el cuerpo: en la cabeza, la parte superior de la cola y los brazos es de color dorado. El resto del pelaje es negro.